# 145 mm armata mle 1916 St. Chamond
Canon de 145 L mle 1916 St. Chamond (L 16 St Ch) – francuska ciężka armata z okresu I wojny światowej.
Armata została zaprojektowana na bazie istniejących wcześniej armat morskich które zostały umieszczone na prostym łożu. Po zakończeniu I wojny światowej część armat zostało sprzedanych do Rumunii, a pozostałe armaty zostały umieszczone na statycznych stanowiskach bojowych w roli artylerii nadbrzeżnej.
Po upadku Francji w 1940 roku, około 210–215 armat tego typu weszło na wyposażenie Wehrmachtu, gdzie były znane jako 14,5 cm Kanone 405(f) (14,5 cm K 405(f)).